# SOSUI
SOSUI ist ein online frei zugängliches Programm, das aus einer vom Benutzer einzugebenden Aminosäuresequenz einen bestimmten Teil der Sekundärstruktur von Proteinen berechnet, die α-Helix. Die Hauptaufgabe des Programms ist es jedoch, anhand bestimmter Eigenschaften der gefundenen α-Helices mit relativ hoher Sicherheit vorauszusagen, ob die vorgegebene Aminosäuresequenz die eines löslichen Proteins oder die eines Transmembranproteins ist.

## Geschichte
Der Algorithmus von SOSUI wurde 1996 an der Universität Tokyo entwickelt, der Name bedeutet auf Japanisch u. a. "hydrophob (sein)" und spielt damit auf die "Opfer" des Programms an.

## Funktionsweise
Als erstes sucht SOSUI nach α-Helices, die sich unter Berücksichtigung der bekannten "Helixpotenziale" (s. Artikel α-Helix) der Aminosäuren relativ leicht vorhersagen lassen. Darauf folgt die wesentlich anspruchsvollere Aufgabe der Unterscheidung zwischen α-Helices in löslichen Proteinen und α-Helices in Transmembranproteinen.
SOSUI stützt sich bei seiner Berechnung auf vier Eigenschaften der Aminosäuresequenz:
1. Hydropathie: "hydropathy index" nach Kyte und Doolittle (1982)
2. Gewichtetes Vorkommen amphiphiler Aminosäuren und deren Lokalisation: "amphiphilicity index"
3. Ladung der Aminosäuren (AS)
4. Länge der Sequenz

Ein entscheidender Fortschritt gegenüber der alleinigen Berücksichtigung der Hydropathie ist die Einführung des sog. „amphiphilicity index“, der errechnet wird, indem jeder AS mit amphiphilem Rest ein bestimmter, sich aus der Molekülstruktur ergebender Wert zugeschrieben wird. Um für SOSUI amphiphil zu sein, darf der hydrophile polare Rest nicht direkt am β-Kohlenstoff-Atom hängen; es muss vielmehr noch mindestens ein unpolares C-Atom zwischengeschaltet sein (daraus folgt, dass Lysin, Arginin, Histidin, Glutamat,
Glutamin, Tryptophan und Tyrosin für den "amphiphilicity index" relevant sind). Die Unterscheidung zwischen transmembran-α-Helices und den übrigen, weit verbreiteten α-Helices gelingt SOSUI, indem es die charakteristische "Anhäufung" amphiphiler AS an den beiden Enden der transmembran-α-Helices detektiert (die sorgt in vivo dafür, dass für diese α-Helices die transmembranäre Positionierung mit den Enden an den Lipid-Wasser-Grenzflächen energetisch besonders günstig ist).
Die Ladung der AS geht ebenso in die Berechnung ein wie ihre Länge; dabei nutzt SOSUI die Tatsache aus, dass biologische Lipidmembranen eine bestimmte Stärke (ca. 8 nm) haben und Transmembrandomänen daher eine ähnliche Länge haben müssen.
Dieses Vorgehen erlaubte bei 99 % der in einer Studie untersuchten Proteine eine Differenzierung. Allerdings wurde diese Studie von den SOSUI-Machern selbst durchgeführt; in der Praxis erreicht SOSUI keine derart hohe Trefferquote. Einer unabhängigen Studie zufolge, bei der die Zahl der transmembran-α-Helices von 122 bekannten Transmembranproteinen mit α-Helix von verschiedenen Programmen vorhergesagt wurde, lag SOSUI in knapp 60 % der Fälle richtig. Auch wenn die Anzahl also oft ungenau vorhergesagt wird, gelingt jedoch die Unterscheidung zwischen Transmembranproteinen und löslichen Proteinen meistens (da es hierfür genügt, herauszufinden, ob ein Protein überhaupt eine transmembran-α-Helix besitzt). Natürlich können auf diese Weise keine Membranproteine identifiziert werden, die nicht über eine transmembran-α-Helix verankert sind, z. B. Porine oder kovalent an ein Lipidmolekül gebundene Proteine.

## Ergebnisse
SOSUI zeigt auf der Ergebnisseite zuoberst einige allgemeine Informationen wie Länge und durchschnittliche Hydrophobie an. Wenn es sich um ein Transmembranprotein handelt, wird die Zahl der Transmembrandomänen und deren Lokalisation angegeben.
Dann folgt ein Hydropathie-Profil mit Hervorhebung der hydrophoben Anteile, darunter bei Transmembranproteinen die Helixrad- ("helical wheel")-Diagramme mit farblicher Markierung der polaren oder geladenen AS-Seitenketten.
Zuletzt wird eine schematische Übersicht über die gesamte AS-Sequenz geboten, in der die "primären" und "sekundären" α-Helices getrennt bezeichnet sind (als primär wird eine α-Helix von den Autoren bezeichnet, wenn sie stark hydrophob ist, als sekundär, wenn sie auch hydrophile Anteile hat und daher allein durch den Grad ihrer Hydrophobie noch nicht sicher als Transmembrandomäne klassifiziert werden kann, sondern erst unter Berücksichtigung der übrigen drei Eigenschaften).